# 西班牙鱂屬
西班牙鱂屬為輻鰭魚綱鯉齒目瓦倫鱂總科之下唯一的一個科瓦倫鱂科（Valenciidae）的唯一一個屬，得名於西班牙的華倫西亞。
本屬物種只出現在歐洲南部。

## 分類
瓦倫鱂科其下僅有一屬。原屬底鱂科，今按FishBase的分類而獨立成科。本分類物種如下：

### Francolebias属
Francolebias Costa, 2012
- †Francolebias aymardi
- Francolebias arvernensis Gaudant, 2016

### 西班牙鱂屬(Valencia)
- 西班牙鱂 Valencia hispanica (Valenciennes, 1846)
- 利氏西班牙鱂 Valencia letourneuxi (Sauvage, 1880)
- Valencia robertae Freyhof, Kärst & Geiger, 2014[5]